# ریچارد برتون
ریچارد برتون (به انگلیسی: Richard Burton)‏ (زادهٔ ۱۰ نوامبر ۱۹۲۵ در ولز – درگذشتهٔ ۵ اوت ۱۹۸۴) هنرپیشه نامدار اهل ولز بود.

## ابتدای زندگی
او با نام ریچارد والتر جنکینز (به انگلیسی: Richard Walter Jenkins) در ولز به دنیا آمد، و پدربزرگ وی فردی یهودی بود.

## زندگی هنری
بین دهه ۱۹۴۰ و ۱۹۸۰ فعالیت داشت. وی در سال ۱۹۵۲ وارد هالیوود شد.

## زندگی خصوصی
وی پنج بار ازدواج کرد
- سیبیل ویلیامز (۵ فوریه ۱۹۴۹–۵ دسامبر ۱۹۶۳) دو فرزند
- الیزابت تیلور (۱۵ مارس ۱۹۶۴–۲۶ ژوئن ۱۹۷۴) یک فرزند
- الیزابت تیلور (۱۰ اکتبر ۱۹۷۶–۱ اوت ۱۹۷۵)
- سوزان هانت (۲۱ اوت ۱۹۷۶–۱۹۸۲)
- سالی هی (۳ ژوئیه ۱۹۸۲–۵ اوت ۱۹۸۴ مرگش)

## درگذشت

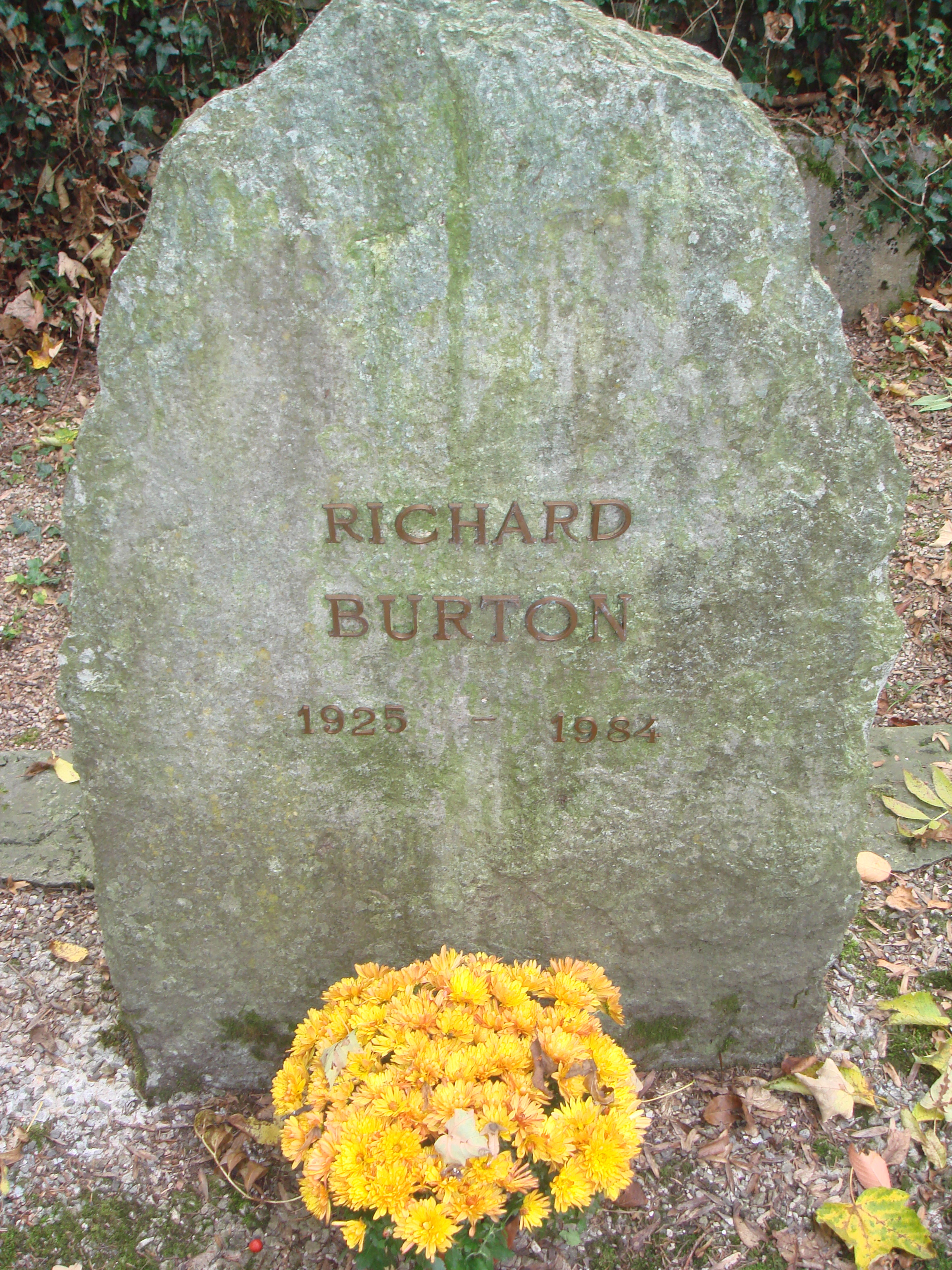

ریچارد برتون بر اثر خونریزی مغزی در ۵ اوت ۱۹۸۴ در سن ۵۸ سالگی درگذشت.

## جوایز و نامزدی‌ها
او هفت بار نامزد جایزه اسکار شد که البته هیچ‌گاه آن را کسب نکرد
For his contribution to motion pictures, ریچارد برتون ستاره‌ای در پیاده‌رو شهرت هالیوود located در ۶۳۳۶ هالیوود بلوار. به واسطه his theater work, برتون همچنین عضو American Theatre Hall of Fame بود.
| سال  | عنوان پروژه                      | جایزه |
| ---- | -------------------------------- | --- |
| ۱۹۵۱ | The Lady's Not for Burning       | Theatre World Award |
| ۱۹۵۲ | دختر عموی من ریچل                | Golden Globe Award for New Star of the Year - Actor نامزدی-جایزه اسکار بهترین بازیگر نقش مکمل مرد |
| ۱۹۵۳ | ردا (خرقه)                       | نامزدی-جایزه اسکار بهترین بازیگر نقش اول مرد |
| ۱۹۵۸ | Time Remembered (نمایش‌نامه)      | نامزدی-Tony Award for Best Actor in a Play |
| ۱۹۵۹ | Look Back in Anger               | نامزدی-BAFTA Award for Best British Actor نامزدی-جایزه گلدن گلوب بهترین بازیگر مرد فیلم درام |
| ۱۹۶۱ | Camelot                          | Tony Award for Best Actor in a Musical |
| ۱۹۶۴ | بکیت                             | Laurel Award for Top Male Dramatic Performance نامزدی-جایزه اسکار بهترین بازیگر نقش اول مرد نامزدی-جایزه گلدن گلوب بهترین بازیگر مرد فیلم درام |
| ۱۹۶۴ | هملت                             | نامزدی-Tony Award for Best Actor in a Play |
| ۱۹۶۵ | جاسوس جنگ سرد                    | BAFTA Award for Best British Actor (also for چه کسی از ویرجینیا وولف می‌ترسد؟) دیوید دی دوناتلو Award for Best Foreign Actor Laurel Award for Top Male Dramatic Performance نامزدی-جایزه اسکار بهترین بازیگر نقش اول مرد |
| ۱۹۶۶ | چه کسی از ویرجینیا وولف می‌ترسد؟  | BAFTA Award for Best British Actor (also for جاسوس جنگ سرد) Bambi Award for Best International Actor Laurel Award for Top Male Dramatic Performance National Society of Film Critics Award for Best Actor (2nd place, tied with مکس فون سیدو برای هاوایی) جایزه حلقه منتقدان فیلم نیویورک برای بهترین بازیگر نقش اول مرد (2nd place) نامزدی-جایزه اسکار بهترین بازیگر نقش اول مرد نامزدی-جایزه گلدن گلوب بهترین بازیگر مرد فیلم درام |
| ۱۹۶۷ | رام کردن زن سرکش                 | دیوید دی دوناتلو Award for Best Foreign Actor (tied with پیتر اوتول برای شب ژنرال‌ها) نامزدی-جایزه بفتای بهترین بازیگر نقش اول مرد بریتانایی نامزدی-جایزه گلدن گلوب بهترین بازیگر مرد فیلم موزیکال یا کمدی |
| ۱۹۶۹ | یک هزار روز از آن                | نامزدی-جایزه اسکار بهترین بازیگر نقش اول مرد نامزدی-جایزه گلدن گلوب بهترین بازیگر مرد فیلم درام |
| ۱۹۷۳ | Massacre in Rome                 | Taormina International Film Festival Award for Best Actor |
| ۱۹۷۶ | The LIttle Prince (vinyl record) | Grammy Award for Best Album for Children (مشترک همراه با جاناتان وینترز و بیلی سیمپسون) |
| ۱۹۷۷ | ستوران                           | جایزه گلدن گلوب بهترین بازیگر مرد فیلم درام نامزدی-جایزه اسکار بهترین بازیگر نقش اول مرد |
| ۱۹۸۴ | هزار و نهصد و هشتاد و چهار       | Valladolid International Film Festival Award for Best Actor (مشترک همراه با جان هارت) |
| ۱۹۸۴ | Ellis Island                     | نامزدی-Primetime Emmy Award for Outstanding Supporting Actor in a Miniseries or a Movie |

## تئاتر
| نمایشنامه            | تاریخ                     | تئاتر                                                    | نقش                      | کارگردان         | یادداشت |
| -------------------- | ------------------------- | -------------------------------------------------------- | ------------------------ | ---------------- | ------- |
| قیاس برای قیاس       | ۱۹۴۴                      | کلیسای جامع مسیح، آکسفورد                                | Angelo                   | Nevill Coghill   |         |
| هنری پنجم            | ۱۹۵۱                      | Royal Shakespeare Theatre, استراتفورد                    | هنری پنجم (انگلستان)     | آنتونی کوایلی    |         |
| طوفان                | ۱۹۵۱                      | Royal Shakespeare Theatre, استراتفورد                    | Ferdinand                | Michael Benthall |         |
| هملت                 | سپتامبر ۱۹۵۳              | General Assembly Hall of the Church of Scotland, ادینبرا | شاهزاده هملت             | Michael Benthall |         |
| زندگی و مرگ کینگ جان | ۱۹۵۳–۱۹۵۴                 | اولد ویک، لندن                                           | Philip of Cognac         | George Devine    |         |
| شب دوازدهم           | ۱۹۵۳–۱۹۵۴                 | اولد ویک، لندن                                           | Sir Toby Belch           | Denis Carey      |         |
| کوریولانوس           | ۱۹۵۳–۱۹۵۴                 | اولد ویک، لندن                                           | Gaius Marcius Coriolanus | Michael Benthall |         |
| اتلو                 | ۱۹۵۵–۱۹۵۶                 | اولد ویک، لندن                                           | Othello                  | Michael Benthall |         |
| دکتر فاستوس          | فوریه ۱۹۶۶                | Oxford Playhouse, آکسفورد                                | فاوستوس                  | Nevill Coghill   |         |
| اکوئوس               | ۱۶ فوریه ۱۹۷۶ –آوریل ۱۹۷۶ | تئاتر جرالد شونفلد، نیویورک                              | Martin Dysart            | John Dexter      |         |

## فیلمشناسی
- آخرین روزهای دولوین (۱۹۴۹)
- حالا بارباس (فیلم ۱۹۴۹)
- زنی بدون نام (۱۹۵۰)
- آبشار (فیلم ۱۹۵۰)
- سبز رشد می‌کند (۱۹۵۱)
- دختر عموی من ریچل (۱۹۵۲)
- موش‌های صحرا (۱۹۵۳)
- ردا (۱۹۵۳)
- کودکان پنجشنبه (فیلم ۱۹۵۴-راوی)
- شاهزاده بازیگری (۱۹۵۵)
- باران‌های رانچیپور (۱۹۵۵)
- اسکندر کبیر (۱۹۵۶)
- پیروزی تلخ (۱۹۵۷)
- همسر دریایی (۱۹۵۷)
- با خشم به گذشته بنگر (۱۹۵۹)
- رؤیای نیمه شب تابستان (۱۹۵۹) (راوی)
- قصر یخی (۱۹۶۰)
- بوته تمشک (۱۹۶۰)
- دیلن تامس (۱۹۶۲) (short subject) (راوی)
- طولانی‌ترین روز (۱۹۶۲)
- کلئوپاترا (۱۹۶۳ همراه با الیزابت تیلور)
- آدم‌های خیلی مهم (۱۹۶۳)
- زولو (۱۹۶۴) (راوی)
- بکت (۱۹۶۴)
- شب ایگوانا (۱۹۶۴)
- هملت (۱۹۶۴)
- تازه چه خبر پوسی‌کت؟ (۱۹۶۵) (تک‌جلوه)
- مرغ دریایی (۱۹۶۵)
- بیگ‌سور (۱۹۶۵) (کوتاه مستند) (راوی)
- جاسوسی که از سردسیر آمد (۱۹۶۵)
- چه کسی از ویرجینیا وولف می‌ترسد؟ (۱۹۶۶)
- رام کردن زن سرکش (۱۹۶۷) (همچنین تهیه‌کننده)
- دکتر فاستوس (۱۹۶۷) (همچنین تهیه‌کننده و کارگردان)
- کمدین‌ها (۱۹۶۷)
- کمدین‌ها در آفریقا (۱۹۶۷) (کوتاه مستند) (در نقش خودش)
- بوم! (۱۹۶۸)
- قلعه عقاب‌ها (۱۹۶۸)
- آب‌نبات (۱۹۶۸)
- پلکان (۱۹۶۹)
- یک هزار روز از آن (۱۹۶۹)
- حمله به رومل (۱۹۷۱)
- شرور (۱۹۷۱)
- زیر درخت شیر (۱۹۷۲)
- ترور تروتسکی (۱۹۷۲)
- ریش آبی (۱۹۷۲)
- همرسمیت بیرون است (۱۹۷۲)
- قتل‌عام در روم (۱۹۷۳)
- نبرد سوتسیکا (۱۹۷۳)
- سفر (۱۹۷۴)
- خشن‌ها (۱۹۷۴)
- برخورد کوتاه (۱۹۷۴)
- جن‌گیر ۲: مرتد (۱۹۷۷)
- ستوران (۱۹۷۷)
- آمرزش (۱۹۷۸)
- غازهای وحشی (۱۹۷۸)
- تماس شیطانی (۱۹۷۸)
- عبور از مرز جهنم (۱۹۷۹)
- دایره دو (۱۹۸۱)
- لاواسپل (۱۹۸۱)
- آلیس در سرزمین عجایب (۱۹۸۳)
- واگنر (۱۹۸۳)
- هزار و نهصد و هشتاد و چهار (۱۹۸۴)

## تلویزیون
| برنامه            | تاریخ | نقش             | یادداشت                                 |
| ----------------- | ----- | --------------- | --------------------------------------- |
| طلاق مرد، طلاق زن | ۱۹۷۳  | Martin Reynolds | فیلم تلویزیونی شرکت پخش رسانه‌ای آمریکا  |
| صبح بخیر آمریکا   | ۱۹۷۷  | خودش            | اپیزود: "۱۱ اکتبر، ۱۹۷۷"                |
| سرگرمی امشب       | ۱۹۸۲  | خودش            | اپیزود: "۱ فوریه، ۱۹۸۲"                 |
| پسر پاییز         | ۱۹۸۲  | خودش            | اپیزود: "Reluctant Traveling Companion" |

## رادیو
| برنامه              | تاریخ         |
| ------------------- | ------------- |
| آخرین روزهای دولوین | ۱۰ ژوئیه ۱۹۴۹ |
| دوشس ملفی           | ۱۶ مه ۱۹۵۴    |